# Michel Hermie
Michel Hermie, né le 28 juin 1914 à Bottelare, section de la commune de Merelbeke et mort le 16 novembre 1993 à Hautem-Saint-Liévin, est un coureur cycliste belge, professionnel de 1937 à 1939 puis de 1942 à 1952.
Il s'est plus particulièrement distingué avant-guerre dans sa première période professionnelle.

## Biographie
En 1938, il court pour l'Équipe cycliste Helyett.
Il est le père de Fernand Hermie qui a également été cycliste professionnel de 1967 à 1975 et Champion de Belgique des militaires en 1965.

## Palmarès
- 1937
  - Tour du Nord
- 1938
  - 3e du Circuit de Flandre centrale
- 1939
  - Circuit franco-belge
  - 2e de Paris-Valenciennes
  - 2e de Tourcoing-Dunkerque-Tourcoing
  - 2e du Tour du Nord
- 1942
  - 10e du Tour des Flandres
- 1943
  - 3e du Grand Prix Briek Schotte
- 1947
  - Grote Prijs Dr. Eugeen Roggeman